# Nicodemus Frischlin
Philipp Nicodemus Frischlin, född 22 september 1547, död 29 november 1590, var en tysk satiriker, komedidiktare och filolog.
Frischlin blev professor i Tübingen 1568, och skrev sina bästa arbeten på latin. Hans dramer utgavs första gången 1585 under titeln Operum poeticorum pars scenica. Frischlins är Julius redivivus (1584, ny upplaga av Walther Janell 1912). I svensk översättning har 1674 utkommit Rebecka (översatt av N. Beronius), ursprungligen tryckt 1576. Frischlin var en stridbar och orolig ande och tillbringade som ett offer för sina kollegers avund och tidens universitetsförhållanden men även för sin egen vassa tunga, de sista månaderna av sitt liv i fängelse.